# Tamás Varga (waterpolista)
Tamás Varga, nacido en Szolnok el 14 de julio de 1975, es un jugador internacional húngaro de waterpolo.

## Clubes
- Szolnok ( Hungría)
- Budapesti Vasas Sport Club ( Hungría)
- Újpest TE ( Hungría)
- Chiavari
- Basel
- Nervi
- Catarro

## Palmarés
Como jugador de la selección húngara de waterpolo
- Oro en los juegos olímpicos de Pekín 2008
- Bronce en el campeonato europeo de waterpolo Málaga 2008
- Oro en los juegos olímpicos de Atenas 2004
- Oro en el campeonato mundial de waterpolo Barcelona 2003
- Bronce en el campeonato europeo de waterpolo Budapest 2001
- Plata en el campeonato europeo de waterpolo Viena 1995